# Michael Scheidl
Michael Scheidl (*  1954 in Wien) ist ein österreichischer Theaterregisseur, Schauspieler und künstlerischer Leiter von netzzeit.
1979 erwarb er ein Diplom im Fach Schauspiel am Max-Reinhardt-Seminar. Von 1979 bis 1983 war er Schauspieler und Regisseur in Saarbrücken und Krefeld, Deutschland. Seit 1983 arbeitet er als Schauspieler, Produzent und Regisseur in Österreich, Deutschland, der Schweiz, Ungarn, Italien, Luxemburg und Brasilien für Theater, Film und Fernsehen. 1984 gründete er, zusammen mit Nora Scheidl, netzzeit, ein Werkzeug zur Realisation von Theater-Ideen. Als Schauspieler spielte er u. a. in Filmen wie Verlassen Sie bitte ihren Mann und Eine fast perfekte Scheidung von Reinhard Schwabenitzky oder in österreichischen Serien wie Kaisermühlen Blues oder Arbeitersaga mit. 2005 gründen die beiden out of control – Wiens Festival für Neues Musiktheater.
Viele Werke von netzzeit werden von Michael Scheidl in Szene gesetzt. Insgesamt reicht das Repertoire seiner Arbeiten von Albert Lortzings Zar und Zimmermann bei der Oper Klosterneuburg oder Im weißen Rößl bei den Schlossfestspielen in Langenlois, über Hans Werner Henzes Elegie für junge Liebende im Wiener Odeon, bis zu großen multinationalen Avantgarde-Musiktheaterwerken, wie Amazonas, komponiert von Klaus Schedl und Tato Taborda, das er im Auftrag von netzzeit, der Münchener Biennale und der EU inszenierte. Über die Jahre inszenierte  Scheidl bei den Bregenzer und Salzburger Festspielen, den Wiener Festwochen, der Volksoper/Wien, wien modern, Opera 20.21./Bozen, Münchener Biennale, SESC-Sao Paulo/Brasilien, Biennale Venezia, Budapest Autumn Festival, Klangspuren Schwaz, Europäisches Zentrum Hellerau, Luzerner Theater und dem Lübecker Theater.

## Inszenierungen (Auswahl)
- 2017 LIEBE HOCH 16, Türkisch-österreichische Heimat-Musik-Komödie von Clemens Wenger (Komposition) und Ibrahim Amir (Libretto), Songtexte von Wilfried Scheutz – Eine Koproduktion von netzzeit, WIR SIND WIEN und BASIS KULTUR WIEN, Uraufführung
- 2016 DAS KLEINE ICH-BIN-ICH, Musiktheater für Kinder – Ein musikalisches Märchen erzählt von Mira Lobe, gemalt von Susi Weigel, vertont von Georg Friedrich Haas, Koproduktion mit Wien Modern und dem Dschungel Wien, Uraufführung
- 2016 IM WEISSEN RÖSSL, Schlossfestspiele Langenlois[3]
- 2015 CAMILO FOR REFUGEES, Eine Oper über das Fremdsein und das Dazugehören, Kinderoper von Max Nagl und Reinhard Palm/Katia Guedes, OUT OF CONTROL 2015
- 2015 WHATEVER WORKS, Satirische Oper von Manuela Kerer und Arturo Fuentes, Libretto von Dimitré Dinev – Auftragswerk von netzzeit und WIEN MODERN, OUT OF CONTROL 2015, Uraufführung[4]
- 2013 JOIN!, Satirische Oper von Franz Koglmann (Komposition) und Alfred Zellinger (Libretto)- Auftragswerk von netzzeit Koproduktion mit den Wiener Festwochen – Uraufführung, Museumsquartier Halle E, Wien
- 2011 CAMILO CHAMÄLEON, Oper von Max Nagl (Komposition) und Reinhard Palm (Libretto) nach einer Idee/Buch von Katia Guedes – Uraufführung, Atelierhaus der Akademie der Bildenden Künste
- 2011 DER PRÄPARATOR, Kammerlustspiel von Renzo Rosso, Musik von Giorgio Battistelli – Österreichische Erstaufführung Radiokulturhaus/Grosser Sendesaal, Out of Control 2011
- 2010 TILT, Musiktheater von Klaus Schedl (Komposition) und Roland Quitt (Libretto nach W.Raleigh) – Uraufführung Reithalle, Münchener Biennale und SESC Pompeia Sao Paulo
- 2005 DER SIEBTE HIMMEL IN VIERTELN, Operette zum Einachteln von Max Nagl (Komposition) und Franzobel (Libretto) – Uraufführung Auftragskomposition von netzzeit 2005 Out of Control, Museumsquartier Halle E, Wien und Bregenzer Festspiele Werkstattbühne
- 2003 FEAR AND DEATH BY WATER, Beach Opera von Franz Koglmann, Libretto von Christian Baier nach T.S. Eliots „The Waste Land“ – Auftragswerk von netzzeit, Museumsquartier, Halle E, Uraufführung[5]
- 2000 DER AUFSTAND DER SCHMETTERLINGE, Satirische Oper von Georg Kreisler – Wiener Sofien-Säle, Uraufführung/Auftragswerk von netzzeit